# Nándor Filarszky
Nándor Filarszky (w publikacjach niem. Ferdinand F.; ur. 18 października 1858 r. w Kieżmarku – zm. 23 czerwca 1941 r. w Budapeszcie) – węgierski botanik (algolog, morfolog, florysta).
Od 1899 r. był pracownikiem, a od 1919 r. dyrektorem Węgierskiego Muzeum Narodowego. Od 1922 r. profesor nadzwyczajny, od 1932 r. członek Węgierskiej Akademii Nauk. Zajmował się roślinnością Karpat, prowadził badania m.in. w Tatrach, Pieninach i Słowackim Raju. Niejako przy okazji był również doświadczonym turystą. M. in. 20 sierpnia 1898 r. wraz z Martinem Róthem i Michalem Karolínym dokonał pierwszego przejścia wąwozu Veľký Sokol w Słowackim Raju, a w 1900 r. brał udział w próbach pierwszego przejścia wąwozu Kyseľ.